# Cécile Pelous
Pour les articles homonymes, voir Pelous.
Cécile Pelous
Cécile Mestraletti - Pelous est modéliste-créatrice pour les grandes Maisons de Couture à Paris (Dior, Lacroix, Nina Ricci, Yves Saint Laurent, Galliano…).
En contact avec Mère Térésa, elle se rend à Calcutta, puis au Népal où elle fait construire un foyer pour enfants (asha shram, foyer de l'espoir en népali). Elle finance ce projet  en revendant sa maison en France et en rachetant une moins chère et se rend en Inde plusieurs mois par an, entre chaque collection. 
Elle fonde l'association Action autonomie avenir pour la construction d'une maison familiale au nom de chaque enfant de l'ashram.
Le 30 janvier 2010, elle reçoit les insignes de Chevalier de l'Ordre national du Mérite. 
Elle est citoyenne d'honneur de la ville d'Argenteuil et membre de l'Église de Jésus-Christ des saints des derniers jours à Paris.
En 2023, son livre en tant que conte auteur «  Tout au sommet des monts, un engagement en Inde et au Népal » est disponible à l’achat. 